# Битка при Бленхайм
Бленхайм (на немски: Blenheim) – село в Германия, където на 13 август 1704 г. в хода на Войната за испанското наследство австро-английската армия на Евгений Савойски и Джон Чърчил, херцог Марлборо, разбива френската армия на маршалите Таяр и Марсан, първо поражение за френската армия от около 50 години. Виена е спасена от заплахата на френско-баварската армия, запазен е съюзът между Англия, Австрия и Съединените провинции срещу Франция, а Бавария излиза от войната.

## Предистория
От началото на войната между двете воюващи страни цари равновесие. Френският план за 1704 г. предвижда нахлуване в Южна Германия и свързване на Франция с нейния съюзник Бавария, откъдето двете армии ще нахлуят в Австрия и ще стигнат до Виена. Император Леополд I изпраща една армия, начело с Евгений Савойски да спре французите, а към него се присъединява и сериозна военна англо-холандска сила.

## Ход на битката
Противниците се срещат край река Небел на пътя от Хьохщедт за Донаувьорт. На дясното крило на съюзниците е Евгений, изправен срещу силите на Марсан и баварския курфюрст Макс-Емануел, а на лявото е Марлборо, срещу когото стои Таяр. Разположението и тактиката и на двете страни са класически. Те имат приблизително еднаква по сила артилерия и еднакъв брой – 60 000 французи срещу 56 000 съюзници.
Няколко дни изчакват противникът да направи грешка. На 13 август Евгений и Марлборо атакуват едновременно. Английските сили атакуват яростно Таяр, който отстъпва, като им нанася тежки загуби, но се паникьосва и нарежда на всичките резерви да се присъединят към него. Така прекалено много френски полкове се ангажират с тази част на фронта, напразно опитвайки се да си върнат позициите. В същото време австрийците напредват по-бавно. В началото на вечерта след 5 часа бой конницата на Марлборо най-после успява да обърне армията на Таяр в бягство. Много френски войници се хвърлят в Дунав, където загиват. Самият Таяр е пленен. Марлборо веднага насочва силите си в странична атака срещу все още съпротивляващите се войски на Марсан и Макс-Емануел. С една трета от първоначалните войници Марсан отстъпва в добър боен ред.

## Резултат
Общо французите изгубват (убити и пленени) 38 000 души срещу 15 000 съюзници. Практически цялата френска армия е извадена от строя за половин година. Бавария е покорена, а френският крал Луи XIV е принуден от настъпателна стратегия да премине към отбранителна. Отчитайки заслугите на английския военачалник парламентът му подарява двореца Бленъм (според английското произношение на Бленхайм).